# Història de Cornualla

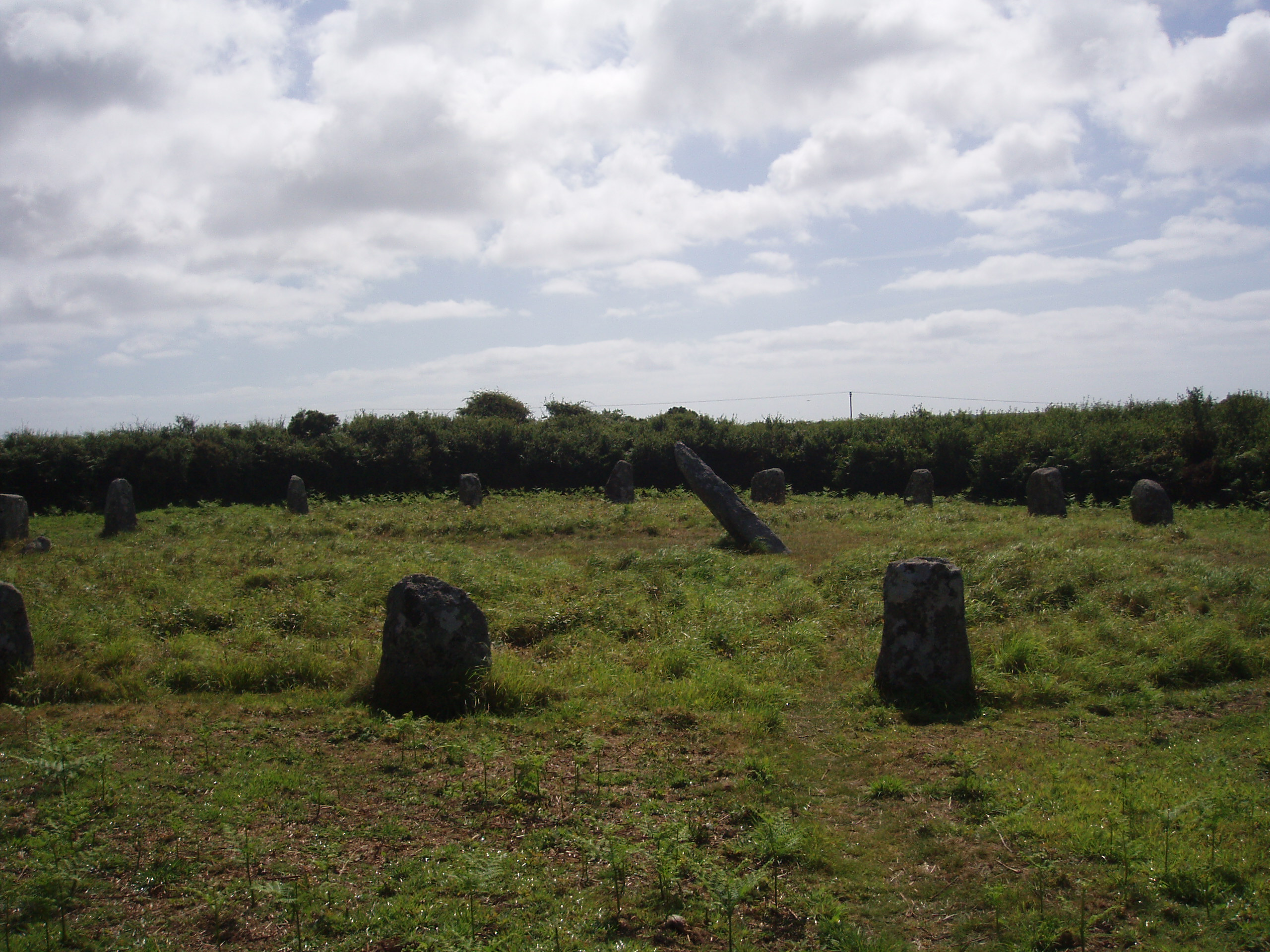
Cercle de pedra de Boscawen-Un que mira cap al nord

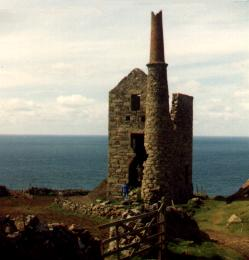
Ruïna de la mina de llauna de Cornualla

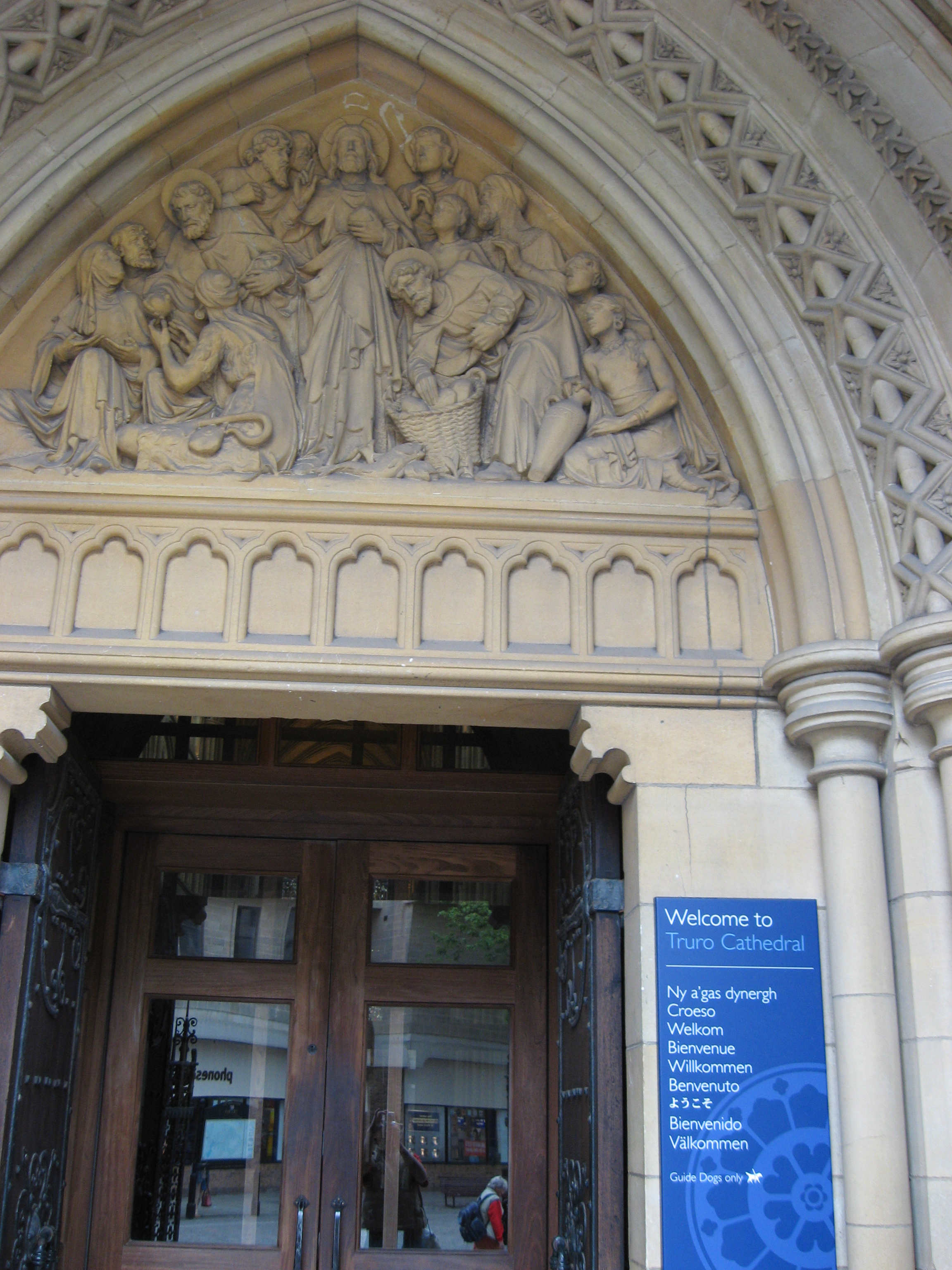
L'entrada a la catedral de Truro té un signe de benvinguda en diversos idiomes, inclòs el còrnic

La història de Cornualla es remunta al Paleolític, però en aquest període Cornualla només va tenir visites esporàdiques per part d'alguns grups d'humans. L'ocupació contínua es va iniciar fa uns 10.000 anys després del final de l'última era glacial. Quan la història registrada va començar al segle I aC, la llengua parlada era el britànic comú, que es desenvoluparia fins al britànic del sud -oest i després la llengua còrnica. Cornualla formava part del territori de la tribu dels Dumnonii que incloïa el Devon actual i parts de Somerset. Després d'un període de domini romà, Cornualla va tornar a governar per líders romano-britànics independents i va continuar mantenint una estreta relació amb Bretanya i Gal·les, així com amb el sud d'Irlanda, veïns a l'altra banda del mar Cèltic. Després del col·lapse de Dumnonia, el territori restant de Cornualla va entrar en conflicte amb la veïna Wessex.
A mitjan segle ix, Cornualla havia caigut sota el control de Wessex, però va mantenir la seva pròpia cultura. El 1337, el títol de duc de Cornualla va ser creat per la monarquia anglesa, que el tenia el fill gran i hereu del rei. Cornualla, juntament amb el comtat veí de Devon, mantenia institucions estancàries que atorgaven un cert control local sobre el seu producte més important, l'estany, però durant el regnat d'Enric VIII la majoria dels vestigis d’autonomia de Cornualla havien estat eliminats, ja que Anglaterra es convertia en un estat cada cop més centralitzat sota la Dinastia Tudor. Els conflictes amb el centre van tenir lloc amb la rebel·lió de Cornualla de 1497 i la rebel·lió del llibre de pregàries de 1549.
A finals del segle xviii, Cornualla era administrada com a part integral del Regne de Gran Bretanya juntament amb la resta d'Anglaterra i la llengua còrnica havia entrat en un fort declivi. La Revolució Industrial va comportar un enorme canvi a Cornualla, així com l'adopció del metodisme entre la població general, convertint la zona en inconformista. La disminució de la mineria a Cornualla va resultar en una emigració massiva a l'estranger i la diàspora de Cornualla, així com l’inici del renaixement celta i el renaixement de Còrnia que van donar lloc als inicis del nacionalisme còrnic a finals del segle xx.
La història medieval de Cornualla, en particular les primeres referències gal·leses i bretones a un rei de Cornualla anomenat Artur, han aparegut en obres llegendàries com la Historia Regum Britanniae de Geoffrey de Monmouth, anterior a les llegendes artúriques de la matèria de Gran Bretanya (vegeu la llista de governants llegendaris de Cornualla).